# 若松正俊
若松 正俊（わかまつ まさとし、1955年または1956年 - ）は、日本の地方公務員。山形県副知事、山形県住宅供給公社理事長、山形県道路公社理事長、山形県スポーツ振興21世紀協会理事長を務めた。

## 人物・経歴
山形県西村山郡大江町のりんご農家に生まれ、山形県立寒河江高等学校を経て、山形大学理学部卒業後、1979年山形県入庁。農政企画課長や、農林水産部長等を経て、2016年企業管理者。2017年から細谷知行の後任として副知事を務め、山形県住宅供給公社理事長、公益社団法人山形県スポーツ振興21世紀協会理事長、公益財団法人やまがた農業支援センター理事長、山形県土地開発公社理事長、山形県道路公社理事長なども兼務した。
県は2021年2月の県議会定例会に若松の副知事再任の人事案を提出したが、自由民主党が「市町村との連携不足」などを理由に難色を示し、県は24日に人事案を撤回した。県は3月9日に若松再任の人事案を再提出したが、自由民主党と公明党が反対し、反対多数で否決され、若松は同月10日付で副知事を退任した（副知事ポストはその後空席となっていたが、県議会9月定例会で後任人事案への同意がされ、10月28日付で平山雅之が副知事に就任した。）。11日付で県は若松を非常勤の特別職として、コロナ克服・経済再生特命補佐に任命した。2022年3月31日付で特命補佐を退任した。

## 不祥事
2021年6月、同年1月に行われた山形県知事選挙に際し、県内の複数の首長に県事業などを引き合いに、現職の吉村美栄子の対立候補への支持をやめるよう働き掛けたとして山形県警から事情聴取を受けた。